# Huntley (Nebraska)
Pour les articles homonymes, voir Huntley.
Huntley est un village du comté de Harlan, dans l'État du Nebraska, aux États-Unis. En 2020, il comptait une population de 33 habitants.